# Glenea laudata
Glenea laudata é uma espécie de escaravelho da família Cerambycidae. Foi descrito por Francis Polkinghorne Pascoe em 1867.  É conhecida a sua existência em Bornéo.